# Владислав Лісецький
Владислав Лісецький «Оржельський» (нар. 5 січня 1919, Суми — пом. 24 жовтня 1952, Варшава) — вояк Союзу збройної боротьби у Польщі.

## Життєпис
Син Яна та Лідії, уродженої Бухольц. Жив у Весолі біля Варшави.
У вересні 1939 року добровольцем вступив до робітничих батальйонів, які захищали Варшаву. Воював при обороні Модліна. З жовтня — вояк Союзу збройної боротьби, а з лютого 1940 р. — ідеологічний інструктор Національної партії на таємних заняттях школи. Отримав псевдо «Орзельський». У 1940 році був заарештований гестапо, ув'язнений у Пав'яку і депортований 31 січня 1941 року до Освенцима, а потім до Бухенвальду.
Після звільнення виїхав до Італії, де працював у редакції «Orzeł Polski». До країни він повернувся 1946 року, почав працювати редактором у «Czytelnik», а потім у «Wiadomości Gospodarcze», паралельно навчаючись на юридичному факультеті Варшавського університету.
У липні 1951 р. відновив підпільну діяльність у т. зв. Інформаційний пункт, завданням якого було спілкування з Політичною радою Верховного суду в Лондоні.
Заарештований 29 листопада 1951 року. 28 квітня 1952 року засуджений у судовому процесі разом з А. Мірецьким і М. Ґонґоровським від WSR у суді Варшави під головуванням судді підполковника Мечислава Відая до розстрілу на підставі п. 7 і 6 від 13 червня 1946 р. (за «політичну діяльність у Верховному суді ще зі шкільних років»). Суддями були капітан Єжи Дрогомирецький і лейтенант Ян Парамонов, а прокурором — майор Мечислав Богуцький. Президент Берут не скористався своїм правом на помилування. Він був страчений разом зі співвідповідачами А. Мірецьким і М. Ґонгоровським 24 жовтня 1952 р. у в'язниці Мокотов.
Донька Марія, згодом журналістка Kurier Polski, народилася за три тижні до розстрілу батька. Його дружина Зофія побоялася клопотати про реабілітацію чоловіка, яку дали лише 1959 року. Міський цвинтар неофіційно вказав як ймовірне місце поховання чиновник Міністерства юстиції, а більш точно місце було визначено могильником Міського кладовища Повазки шляхом вимірювання позицій відповідно до дат. Ексгумація не була проведена. Пізніше навколо цього місця було створено так званий «Квартал Лачки» з символічним пам'ятником іншим страченим.

## Виноски
1. 1 2 3  Auschwitz Prisoners Database
2. ↑  Lista więźniów Pawiaka.
3. ↑  więzień nr 9642
4. ↑  «Księga najwyższego wymiaru kary» w Zbrodnie w majestacie prawa 1944-1955 (вид. ABC Future, Warszawa, 2000).
5. ↑  Saga Rodu Mireckich